# Ophiomyxa neglecta
Ophiomyxa neglecta is een slangster uit de familie Ophiomyxidae.
De wetenschappelijke naam van de soort werd in 1904 gepubliceerd door René Koehler.